# Le campagne di Napoleone
Le campagne di Napoleone è un videogioco di strategia a turni sviluppato dalla AGEOD nel 2007.

## Caratteristiche
Il gioco consente di schierarsi dalla parte del primo impero francese e dei suoi alleati oppure dalla parte delle varie coalizioni antifrancesi nel corso delle varie campagne. Sono presenti diversi scenari che vanno da un breve periodo (tra i 10 e i 20 turni di gioco, ogni turno corrisponde ad una settimana di storia) a diversi anni di durata (circa 250 turni lo scenario della Guerra d'indipendenza spagnola)
Il gioco ha ricevuto molte recensioni positive per il realismo e la veridicità storica delle campagne e per l'accuratezza geografica della mappa.